# Station Sainte-Marguerite
Station Sainte-Marguerite was een spoorwegstation in het dorp Sainte-Marguerite in de Franse gemeente Komen. Het werd met een beperkte dienstregeling bediend door lijn 5 van de TER-Nord-Pas-de-Calais. Met de sluiting van de spoorlijn in 2019 is het station gesloten; de treinen werden vervangen door bussen.